# Johann Martin Seekatz

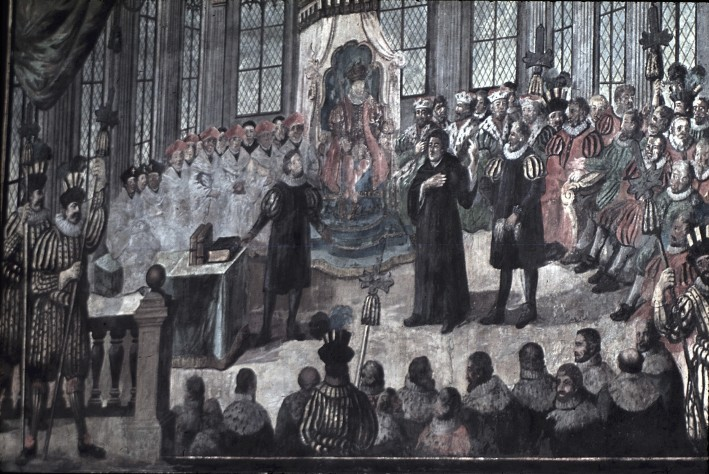
Johann Ludwig Seekatz und Johann Martin Seekatz: Luther in Worms

Johann Martin Seekatz (* 6. Juni 1680 in Westerburg, Westerwald; † 10. Oktober 1729 in Worms) war ein deutscher Maler.

## Leben
Seekatz wurde als Sohn von Johann Georg Seekatz (1644–1715) und dessen Frau Christina Dern (1648–1709), in Westerburg geboren. Der Ort gehörte damals zum Herrschaftsgebiet der Grafen von Leiningen-Westerburg, wodurch er ins pfälzische Grünstadt gelangte. Jenes Städtchen ließen sich die Grafen, nach der Zerstörung ihrer nahegelegenen Stammsitze Alt- und Neuleiningen, gerade zur Residenz ausbauen.

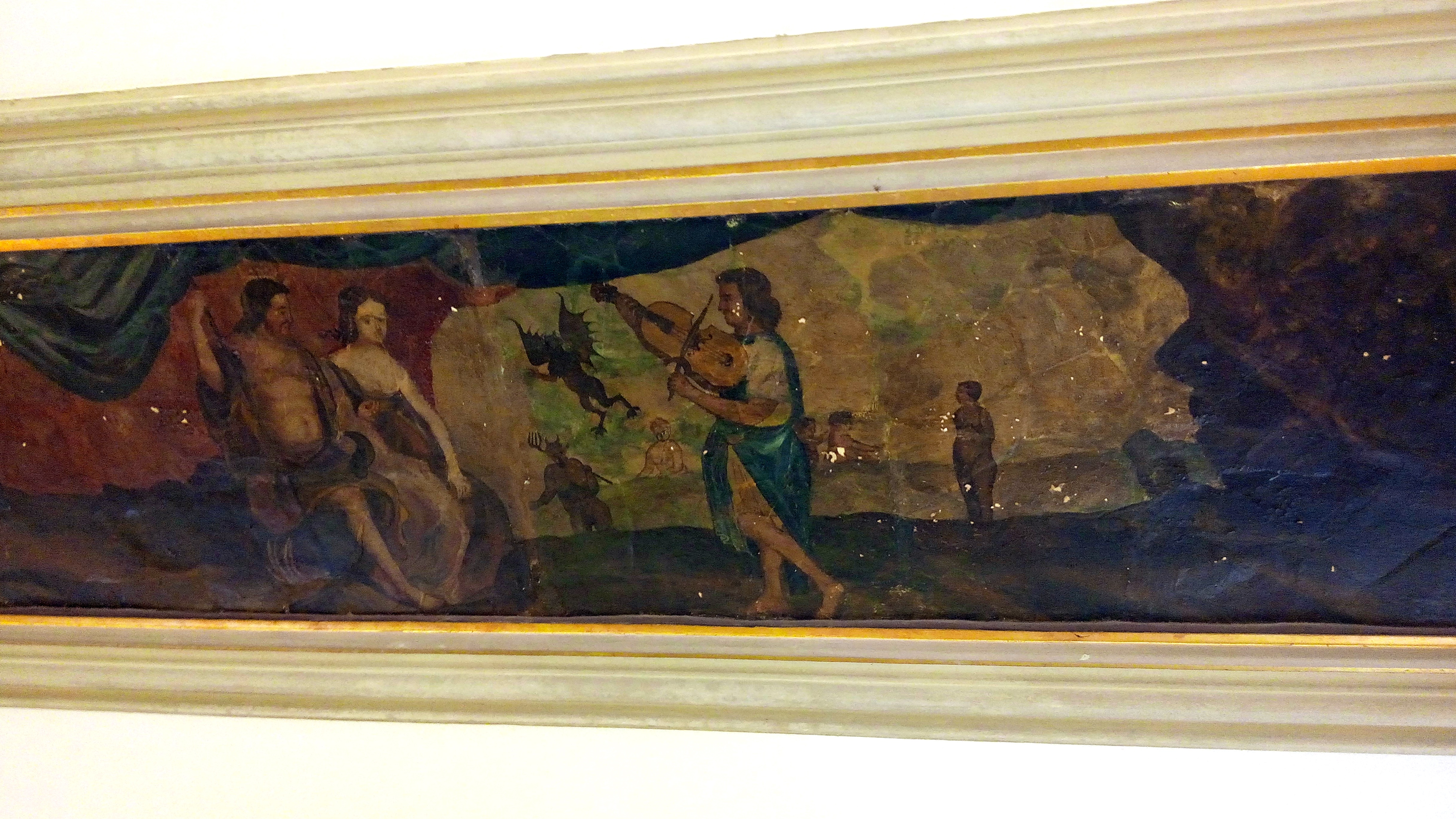
Das zugeschriebene Deckengemälde im Schloss Oberhof Grünstadt

Von 1709 bis 1725 lebte Seekatz als gräflich-leiningischer Hofmaler in Grünstadt. Dann zog er nach Worms, wo er einen großen Auftrag zur Ausgestaltung der Dreifaltigkeitskirche erhielt. In der Residenzstadt Grünstadt war er sicherlich an der Ausgestaltung beider gräflicher Schlösser, des Oberhofes und des Unterhofes beteiligt gewesen. Im Treppenhaus des Südbaus von Schloss Oberhof (Neugasse 2) wird ihm ein Deckengemälde mit mythologischen Szenen zugeschrieben, wobei man allerdings in jüngster Zeit die Urheberschaft durch Seekatz wieder in Frage stellte.
Im Jahr 1725 versah Seekatz die Empore der Dreifaltigkeitskirche in Worms mit Malereien (Vertrag vom 30. Januar 1725). Ohne dass die inhaltlichen Darstellung konkret genannt sind, war er verpflichtet, die Emporbrüstungen „mit ihren Feldern und Einfassungen kunstmäßig mit feinen Farben zu mahlen, die anschließenden kleinen Leisten mit feinem Gold zu vergülden.“ Der Künstler gestaltete dort auch ein Wandgemälde, das Luthers Auftritt auf dem Wormser Reichstag darstellt.
Da Seekatz während der Arbeiten an der Dreifaltigkeitskirche verstarb, wurde das Lutherbild 1733 von seinem Sohn Johann Ludwig Seekatz fertiggestellt. Die Gemälde selbst sind allesamt im Zweiten Weltkrieg bei der Zerstörung der Kirche untergegangen, wurden jedoch vorher in Farbaufnahmen dokumentiert und sind bildlich gesichert.
Am 24. Oktober 1706 hatte Seekatz in Westerburg Juliana Magdalena Kuhlmann geheiratet. Unter den 10 Kindern des Ehepaares ergriffen drei Söhne den väterlichen Beruf. Zwei davon, Johann Ludwig und Georg Christian, setzten die mehr handwerklich, ländliche Kunst ihres Vaters fort, der dritte, Johann Conrad (1719–1786), entwickelte einen eigenständigen Malstil und erlangte überregionale Berühmtheit.
Johann Martins jüngerer Bruder, Georg Friedrich Christian Seekatz war ebenfalls Maler.